# Fritz Steinhoff

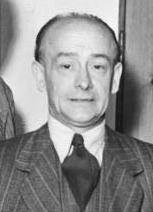
Fritz Steinhoff 1949

Fritz Steinhoff (* 23. November 1897 in Wickede (Landkreis Dortmund); † 22. Oktober 1969 in Hagen) war ein deutscher SPD-Politiker und der dritte Ministerpräsident des Landes Nordrhein-Westfalen.

## Leben
Fritz Steinhoff wurde 1897 in einer Bergarbeiterfamilie geboren und wuchs in Unna-Massen auf. Noch während der Volksschule musste er nebenher auf einem Bauernhof Geld verdienen. Mit siebzehn Jahren wurde er Bergmann. Im Ersten Weltkrieg wurde er 1917 zur Marine eingezogen und diente bis 1919 als Heizer auf einem Torpedoboot, das nach Kriegsende Post und Nachschub zu den in Scapa Flow internierten deutschen Kriegsschiffen transportierte.

### Weimarer Republik
Nach der Rückkehr ins Ruhrgebiet arbeitete Steinhoff wieder als Bergmann. 1919 trat er dem Alten Verband und der SPD bei. In der SPD gehörte er zum national gesinnten Hofgeismarer Kreis von Jungsozialisten.
1922 schickte der Verband der Bergarbeiter Deutschlands Steinhoff für zwei Semester an die Akademie der Arbeit in Frankfurt. Dort hörte er bei Franz Oppenheimer und Erik Nölting Vorlesungen über Wirtschaft und Politik; danach kehrte er nach Maassen zurück. Bald darauf wurde er arbeitslos. Er ging nach Berlin-Schöneberg, hörte Vorlesungen an der Hochschule für Politik, unter anderem bei Theodor Heuss, und lebte von Gelegenheitsarbeiten.
1926 wurde Steinhoff Volontär bei dem SPD-Parteiblatt Westfälische Allgemeine Volkszeitung (WAVZ) in Dortmund. 1927 wurde er Geschäftsführer eines Zeitungsvertriebs, 1928 Parteisekretär in Hagen. Bei den Kommunalwahlen 1929 erreichte die SPD die Mehrheit in Hagen und Steinhoff wurde ehrenamtlicher Magistrat für Sportjugendpflege und Stadtgärtnerei.

### Zeit des Nationalsozialismus
Nach der Machtergreifung der NSDAP, die Steinhoff energisch bekämpft hatte, wurde er mehrfach verhaftet. Er arbeitete jetzt als Vertreter und eröffnete 1937 ein Herd- und Ofenreinigungsgeschäft.
Am 12. Oktober 1938 wurde er zu drei Jahren Zuchthaus verurteilt, weil er 1934 Hefte der sozialdemokratischen Zeitung Vorwärts nach Deutschland geschmuggelt habe. Nach seiner Entlassung am 16. Januar 1941 arbeitete er wieder als Hilfsarbeiter. Nach dem Attentat vom 20. Juli 1944 wurde er erneut verhaftet und ins Konzentrationslager Sachsenhausen gebracht, wo auch Fritz Henßler gefangen war. Am 21. April 1945 räumten SS-Einheiten das KZ Sachsenhausen und trieben 33.000 Häftlinge, darunter Steinhoff und Henßler, auf einen Todesmarsch. Steinhoff wurde in Mecklenburg von US-Truppen befreit.

### Politische Karriere nach 1945

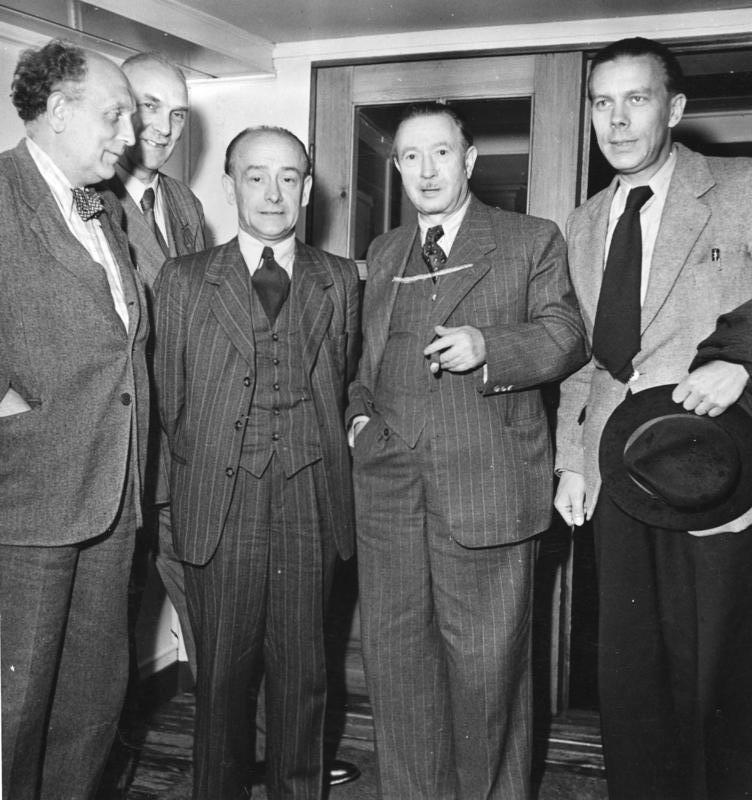
Steinhoff (Dritter von rechts) beim Treffen der Aufbauminister der Länder der „Westzone“ in Hamburg am 11. Juni 1949

Nach dem Krieg wurde Steinhoff als Stadtverordneter in Iserlohn eingesetzt. 1946 wurde er ehrenamtlicher Oberbürgermeister von Hagen. Obwohl die CDU nach den Kommunalwahlen die stärkste Fraktion im Stadtrat stellte, behielt Steinhoff sein Amt bis 1956. Gleichzeitig war er Mitglied des Provinzialrates von Westfalen und des ersten Landtages von Nordrhein-Westfalen. Von 1949 bis 1950 war er zudem Wiederaufbauminister im Kabinett von Karl Arnold. 1950 wurde er stellvertretender Fraktionsvorsitzender. Nach dem überraschenden Tod Henßlers am 4. Dezember 1953 folgte er diesem als Fraktionsvorsitzender und führte die SPD NRW als Spitzenkandidat in den Landtagswahlkampf 1954. Die CDU erhielt 41,3 % (plus 4,4 Prozentpunkte), konnte aber nicht wie erhofft ihre Koalition mit der Zentrumspartei fortsetzen, weil die beiden nur 99 der 200 Abgeordnetensitze hatten. Ministerpräsident Arnold hätte mit der FDP eine Zweier-Koalition bilden können; er entschied sich aber für eine Dreierkoalition aus CDU, FDP und Zentrum.

### Ministerpräsident von Nordrhein-Westfalen
Nachdem es auf Bundesebene zu einem Bruch der Koalition von CDU und FDP gekommen war, wandte sich auch in Nordrhein-Westfalen die FDP von der CDU ab. Steinhoff konnte mit Hilfe der „Jungtürken“ in der FDP („Jungtürken“ im osmanischen Militär hatten 1908 Sultan Abdülhamid II. zu Reformen gezwungen) am 20. Februar 1956 ein erfolgreiches Konstruktives Misstrauensvotum gegen Ministerpräsident Arnold stellen und sein Nachfolger werden.
Die sozialliberale Koalition war allerdings auf Unterstützung des Zentrums angewiesen. Deshalb konnten einige als wichtig erachtete Reformen zum Beispiel im Schulwesen nicht durchgeführt werden. Die Reform des kommunalen Finanzausgleiches war jedoch erfolgreich. Auch wurde die Forschungsförderung ausgeweitet, insbesondere auf dem Gebiet der Kernenergie. So wurde auch der Grundstein zur Kernforschungsanlage Jülich gelegt.
Bei der Landtagswahl 1958 erhielt die SPD 39,2 Prozent der Stimmen; die CDU erhielt 50,5 Prozent und Franz Meyers wurde Ministerpräsident.

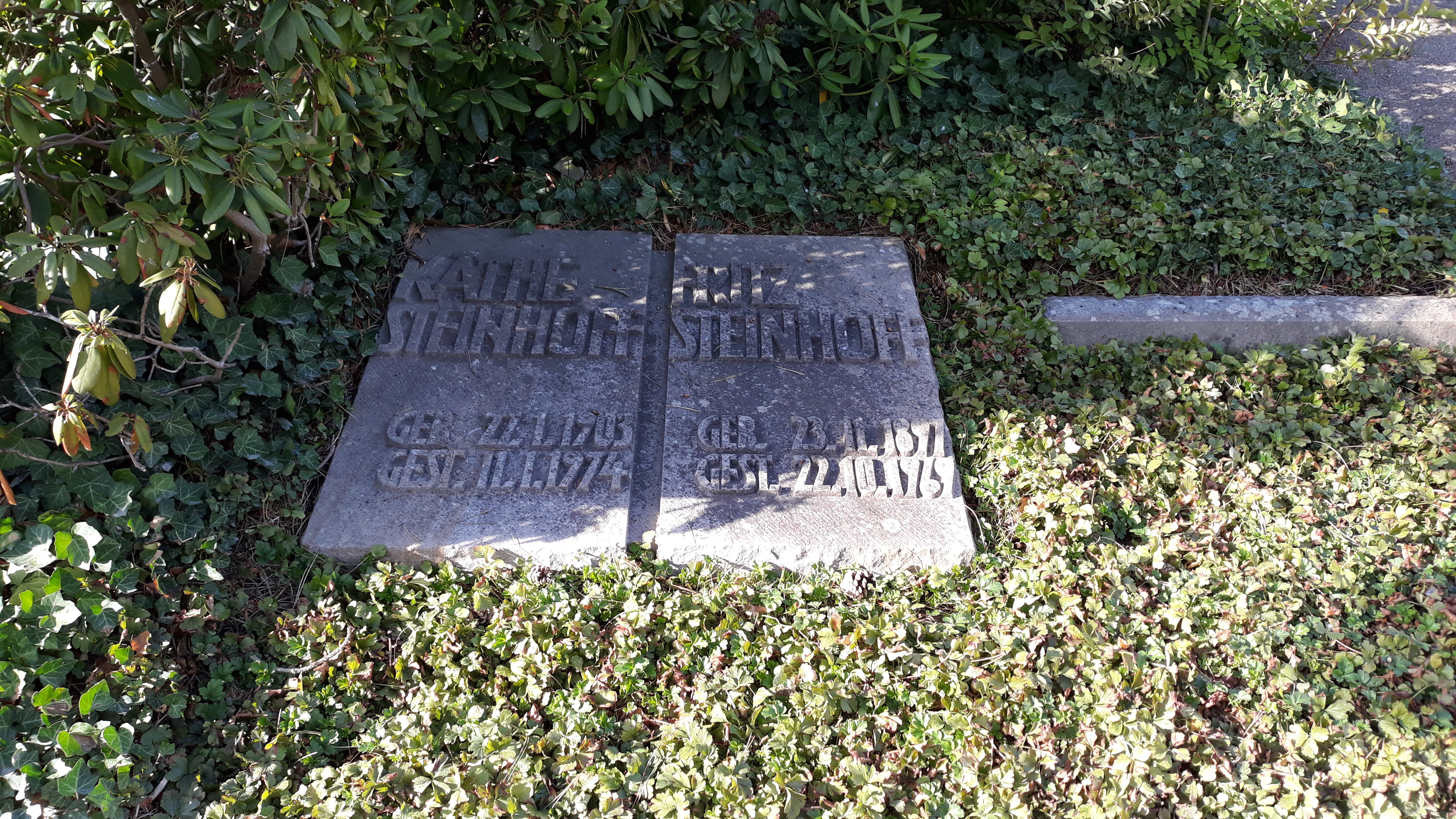
Das Grab von Fritz Steinhoff und seiner Ehefrau Käthe auf dem Hauptfriedhof Iserlohn.

### Späte Jahre

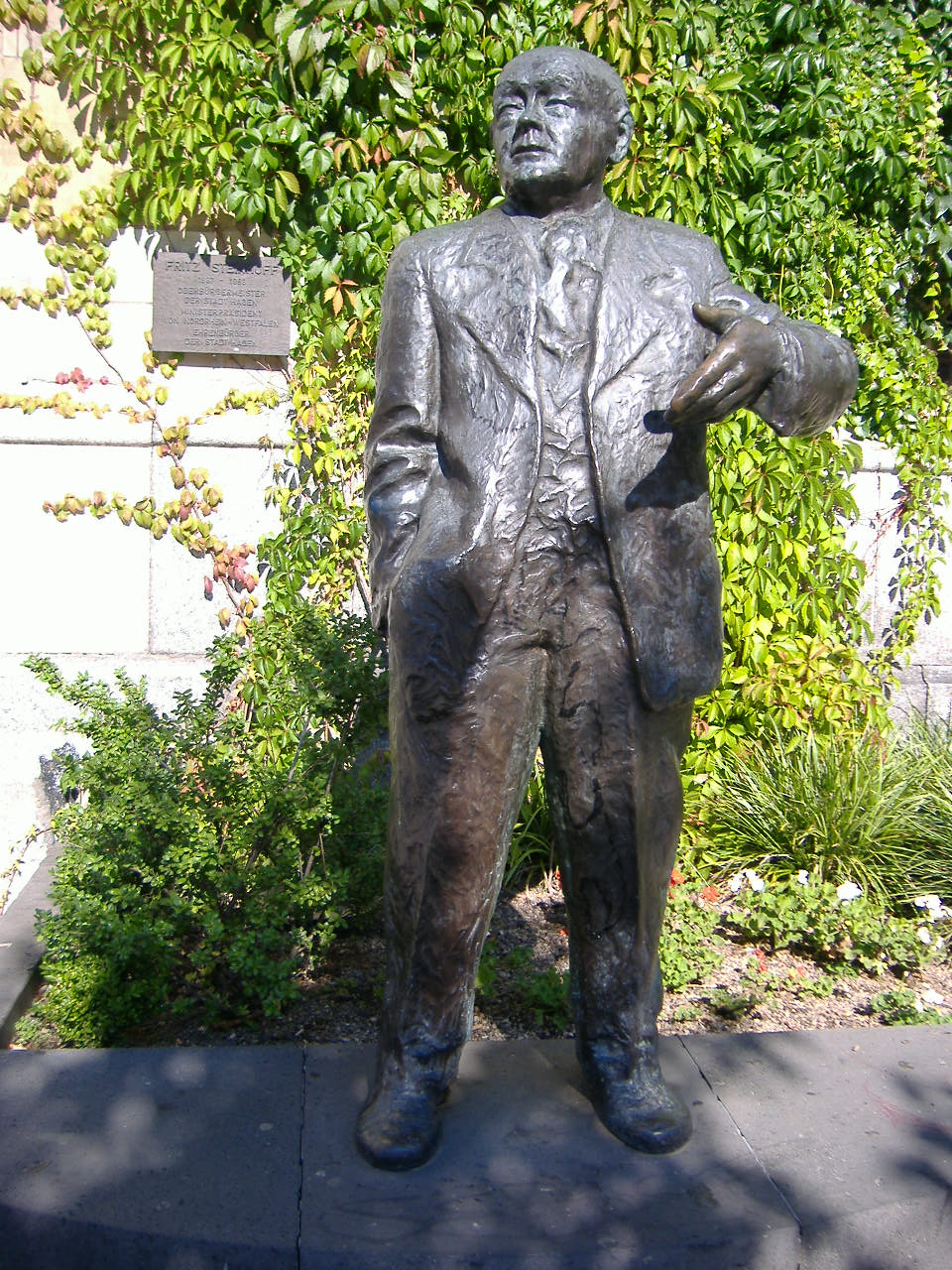
Denkmal für Fritz Steinhoff am Friedrich-Ebert-Platz in Hagen

Steinhoff wurde noch 1958 Vorsitzender des Siedlungsverbandes Ruhrkohlenbezirk. Im September 1961 errang er das Direktmandat im Wahlkreis Hagen und zog in den Bundestag ein. Von 1963 bis 1964 war er wieder Oberbürgermeister von Hagen. Bei der Bundestagswahl 1965 erhielt er wieder das Direktmandat und blieb bis zu seinem Tod MdB.
Steinhoffs Grabstelle befindet sich auf dem Hauptfriedhof Iserlohn.

## Ehrungen
Die Stadt Hagen verlieh Steinhoff 1967 die Ehrenbürgerwürde. 1975 wurde die Fritz-Steinhoff-Gesamtschule als erste Hagener Gesamtschule nach ihm benannt und 1989 ein Denkmal zu seinen Ehren eingeweiht. Auch ein Park im Hagener Stadtteil Emst ist nach ihm benannt. Die Stadt Unna erinnert seit 2007 mit dem Fritz-Steinhoff-Weg im Ortsteil Massen an sein Wirken.